# 藤村俊二
藤村 俊二（ふじむら しゅんじ、1934年〈昭和9年〉12月8日 - 2017年〈平成29年〉1月25日）は、日本の俳優、声優、タレント、振付師、実業家。神奈川県鎌倉市出身。愛称は「おヒョイ（さん）」。俳優事務所、有限会社O’hyoi & Sons（オヒョイアンドサンズ）所属。

## 生涯

### 生い立ち
実父はスバル興業社長。父は厳格だったが、母はおおらかだったという。
小学校から高等学校まで暁星学園で過ごす。
演出家を志して早稲田大学第一文学部演劇学科へ進学するも、理論偏重の教育に飽き足らず中退。
東宝芸能学校舞踊科を第1期生として卒業。

### 芸能界へ
日劇ダンシングチーム12期生として1960年に渡欧し、イギリスやフランスを巡る。このとき本場の芸の水準に驚いて舞踊家の道を断念し、帰国後、振付師に転向。ザ・ドリフターズの大人気番組『8時だョ! 全員集合』（TBS）やレナウン「イエイエ」のCFの振り付けも担当した。
『8時だョ! 全員集合』では、ギャグアドバイザーだったこともあり、「ヒゲダンス」の振り付けを担当したとされる。しかし藤村自身が2008年4月18日放送のNHK-FM『邦楽ジョッキー』や『おしゃれカンケイ』でこれを否定し、『8時だョ! 全員集合』で振り付けたのはオープニング（民謡「北海盆唄」の替歌）の「エンヤーコラヤ ドッコイジャンジャン コーラヤ」の部分であり、「腕・肩を順番に触るだけの単純な動作だが、忙しく踊っているように見える振り付け」と語っている。
かつて代表を務めていた俳優事務所「オフィス・オヒョイ」には自身のほか黒澤久雄や岡崎友紀らも所属していたが、2011年をもって同事務所は解散。滝口順平の死去に伴い2011年から担当していた『ぶらり途中下車の旅』のナレーションも2015年10月24日放送分からは太川陽介や林家たい平、石丸謙二郎らが週替わり（代役）でナレーターを務めた（2016年1月9日放送分から小日向文世が3代目ナレーターを担当するまで）。

### 晩年
2015年12月になって藤村夫人が『女性自身』のインタビューに応じて、藤村について「体調を考慮して『ぶらり途中下車の旅』のナレーションを2015年10月をもって正式降板し、それと共に芸能界から引退した」ことを公表した。血管の状態が思わしくないため、千葉県の病院に通院していたという。一方、有限会社O’hyoi & Sons（オヒョイアンドサンズ）代表取締役で長男の藤村亜実は「単に『ぶらり途中下車の旅』を降板しただけ」と引退発言報道を公式に否定していた。
2017年1月25日午後8時45分頃、心不全のため静岡県御殿場市内の病院で死去。82歳没。藤村の死去は2月1日に公表され、藤村の長男亜実氏が記者会見を開き、「その瞬間を大事に生きていた人」と、父を偲ぶコメントを残した。また、1996年に再婚した28歳年下の女性とは2013年12月頃に離婚。2015年に小脳出血で倒れ、リハビリ生活を送っていたと語られた。

## 人物

### 容姿
長らく細身に黒髪のアフロヘアーがトレードマークだったが、56歳のときに胃癌で胃を全摘出してからは毛染めをやめ、白髪と白い口ひげがトレードマークとなった。

### 役者・芸風
本人によると、もともと振付師志望であったが、番組中にエキストラ出演を頼まれることが多く、画面に映るのが嫌でその場から「ひょい」と逃げていたところ「おヒョイ」のあだ名がついたという（後輩からは「おヒョイさん」と呼ばれていた）。
バラエティ番組などでは、とぼけたキャラクターと自虐とも取れるシュールな冗談を言うなど、飄々としたキャラクターで人気を集めていた。
本人は「タレント」という肩書きを嫌い、「アクター（俳優）」を自認しており、1990年代以降、先述の胃癌を機にした容姿の変化に伴い、老け役としての需要が急増。知的な老紳士・好々爺役が多かったが、複数回起用された三谷幸喜作品ではボケキャラだった。
たびたび「執事役が似合う芸能人」として話題に挙がることもあり、闘病前の姿を知らない若い世代には特にその傾向が強い。漫画『黒執事』に登場する老執事・タナカは藤村をモデルとして作られており、アニメ化にあたっては当の本人を声優として起用し、死去の際には作者の枢やなが追悼文を発表している。また2017年に公開された『劇場版 黒執事 Book of the Atlantic』は藤村にとっての遺作となった。
「ズボンの折り目が嫌い」という理由から、クリーニングから返ってきたズボンの折り目をわざわざ自分でアイロンをかけて消していた。

### 交友
1934年生まれの同い年であった長門裕之、愛川欽也、大橋巨泉、財津一郎、森山周一郎らと1976年に親睦団体「昭和九年会」を結成していた。逝去後に親友の森山や中村メイコがマスコミのインタビューに応じている。

### 実業
芸能界で活躍する一方、東京・南青山でバー「O'hyoi's」（オヒョイズ）を経営していた。店のロゴマークにはオーナーの藤村のシルエットがあしらわれていた。芸能人が経営する飲食店は、いわゆる名義貸しオーナーの形が多いが、藤村は仕事の合間を縫って店に立つなど、実際に現場での経営を行っていた。また、この店では「お客様にサービスするのが当たり前だから」という理由でサービス料は設定していなかった。2010年12月に閉店。

## 後任・代役
藤村の降板、死後、持ち役を引き継いだ人物は以下の通り。
| 後任       | 役名         | 概要作品               | 後任の初担当作品       |
| ---------- | ------------ | ---------------------- | ---------------------- |
| 小日向文世 | ナレーション | 『ぶらり途中下車の旅』 | 2016年1月9日           |
| 麦人       | タナカ       | 『黒執事』             | 『黒執事-寄宿学校編-』 |

## 出演作品

### テレビドラマ
- 忍者部隊月光 第111話・第112話（フジテレビ） - 幻21号 役
- 戦え! マイティジャック 第10話「消えた王女の謎を解け!!」（フジテレビ） - R69号
- ハレンチ学園（東京12チャンネル（現：テレビ東京）） - ヒゲゴジラ（2代目）
- 2丁目3番地（1971年、日本テレビ） - 金田俊吉
- いじわるばあさん 第3話「押売りさんコンニチワ!」（1971年、フジテレビ）
- 3丁目4番地（1972年、日本テレビ、1972年） - 金田俊吉
- 水曜ドラマシリーズ おやじの嫁さん（1973年、フジテレビ）
- 七丁目の街角で、家出娘と下駄バキ野郎の奇妙な恋が芽生えた（1976年、日本テレビ） - 哲也
- 西遊記II（1979年、日本テレビ） - 玉竜の人間態
- 江戸の牙（1979年、テレビ朝日・三船プロ） - 間兵助
- 大江戸捜査網 第508話「駒下駄と鬼娘の涙」（1981年、東京12チャンネル・三船プロ） - 兵六
- 田中丸家御一同様（1982年、日本テレビ） - 西村英太郎
- 鬼平犯科帳 (萬屋錦之介) 第3シリーズ 第3話「霧の朝」（1982年、テレビ朝日・東宝） - 吉造
- 王様のレストラン（1995年、フジテレビ） - レストラン「マール・オ・ヴュペール」の迎えの人
- 古畑任三郎 第2シーズン第3話（1996年、フジテレビ） - 花見録助
- こんな私に誰がした（1996年、フジテレビ） - チグリス前川
- コーチ 第1話（1996年、フジテレビ） - 平林
- おひさまがいっぱい（1996年、TBS）
- 土曜ドラマ（NHK総合）
  - うどんとビデオ（1997年） - 野口
- 総理と呼ばないで（1997年、フジテレビ） - 副総理
- 不機嫌な果実（1997年10月9日 - 12月18日、TBS） - 児玉会長
- ザ・ゴーストカンパニー 天才てれびくん内ドラマ（1998年4月13日 - 1998年12月10日）霞岩太郎
- 三姉妹探偵団（1998年、日本テレビ） - 王様
- 天国に一番近い男 MONOカンパニー編 第3話（1999年） - 龍崎教授
- お水の花道（1999年、フジテレビ） - 松嶋誠二
- 笑ゥせぇるすまん（1999年、テレビ朝日） - バー「魔の巣」のマスター
- 教習所物語（1999年、TBS） - 左右田善哉
- 痛快!三匹のご隠居 第7話（1999年） - 近衛綾麿
- HR（フジテレビ） - 日和先生
- 月曜ドラマスペシャル・税務調査官・窓際太郎の事件簿(4)（2000年、TBS）
- 京都潜入捜査官 THE SLIPPERS（2000年、テレビ朝日） - オープニングナレーション
- 連続テレビ小説（NHK総合）
  - まんてん（2002年 - 2003年） - ナレーション
  - ファイト（2005年） - 西郷
  - 芋たこなんきん（2006年 - 2007年） - 有田
- 火曜サスペンス劇場（日本テレビ）
  - 「盲人探偵・松永礼太郎12」『今一度の』（2000年） - 藤原浩
  - 「盲人探偵・松永礼太郎13」『愛する人へ』（2001年） - 藤原浩
  - 「屋形船の女」（2003年 - 2004年） - 岩倉源三
- はみだし刑事情熱系（2001年、テレビ朝日） - 脇坂康平
- 女と愛とミステリー「湯けむり殺人案内 なんにも専務の名推理」（2003年1月、テレビ東京） - シゲさん
- 東京ワンダーホテル（日本テレビ）
- 東京ワンダーツアーズ（日本テレビ）
- 怪奇大家族（2004年、テレビ東京系列） - 忌野淵男
- 虹のかなた（2004年、毎日放送） - 立野繁造
- 離婚弁護士（2004年5月27日、フジテレビ） - 高橋秀雄
- ウルトラマンコスモス 第20話（2001年、毎日放送） - 木本研作博士
- よい子の味方 〜新米保育士物語〜（2003年、日本テレビ） - 村林完一（おじいちゃん先生）
- ヒョイと花咲くストーリー（2006年、岩手めんこいテレビ） - 美容室オーナー
- がきんちょ〜リターン・キッズ〜（2006年、毎日放送） - 田丸蔵之介
- 電車男（フジテレビ） - 照光
- ハッピィ★ボーイズ（テレビ東京） - 渋川一蔵
- おシャシャのシャン!（2008年1月10日、NHK総合）
- NHKスペシャル / 感染爆発〜パンデミック・フルー（2008年1月12日、NHK総合）
- 土曜時代劇 / オトコマエ!（2008年、NHK総合） - 仙人（宮宅又兵衛）
- 恋のから騒ぎ 〜Love StoriesV〜「電報を打つ女」（2008年10月10日、日本テレビ）
- 月曜ゴールデン・自治会長・糸井緋芽子社宅の事件簿(9)（2009年2月16日、TBS） - 五十嵐大吾朗
- 古代少女ドグちゃん（2009年10月、毎日放送）
- HTBスペシャルドラマ「ミエルヒ」（2009年12月、北海道テレビ） - 田代
- ドラマ10「八日目の蝉」（2010年、NHK総合） - 「鈴木写真館」店主
- 金曜ロードSHOW!特別ドラマ（日本テレビ）
  - 磁石男（2014年6月13日） - おじいさん（劇中ナレーション）
  - Dr.ナースエイド（2014年11月7日） - 葉山幸次郎

### 映画
- 青春ア・ゴーゴー（日活1966年） - ゴーゴーフェスティヴァルの司会者
- ハレンチ学園（1970年） - ヒゲゴジラ
- 走れ！コウタロー 喜劇・男だから泣くサ（1971年） - 藤倉俊介
- 喜劇 猪突猛進せよ!!（1971年） - 鈴木太郎
- 東京上空いらっしゃいませ（1990年） - 橋本勝
- ラヂオの時間（1997年） - 伊織万作
- 白痴（1999年） - 仕立屋
- 日本の黒い夏─冤罪（2001年） - 藤島教授
- Quartet カルテット（2001年） - 藤岡俊吉
- ウルトラマンコスモス THE FIRST CONTACT（2001年） - 木本研作博士
- ゴーストシャウト（2004年） - 坂口健太
- 冬の幽霊たち ウィンターゴースト（2004年） - 町のご意見番
- 子ぎつねヘレン（2006年） - 上原教授
- 初恋（2006年） - 柏田バイク店店主
- デスノート / デスノート the Last name（2006年） - ワタリ
- 椿山課長の七日間（2006年） - 喫茶店マイルスのマスター
- L change the WorLd（2008年） - ワタリ
- なくもんか（2009年） - ボーダーシャツの男

### 舞台
- 大江戸ロケット（2001年） - 隅のご隠居 役
- 舞い降りた天使（2003年） - 椿山昭三 役
- 吉原御免状（2005年） - 幻斎（庄司甚右衛門） 役

### 吹き替え

#### 洋画
- 殺し屋ハリー/華麗なる挑戦 - ナレーション
- モンティ・パイソン・アンド・ホーリー・グレイル - ナレーション（マイケル・ペイリン）
- モンティ・パイソン/ライフ・オブ・ブライアン - イエス・キリスト

#### 海外アニメ
- アーチーでなくちゃ! - アーチー
- Hello! オズワルド - ヘンリー

### アニメーション

#### 劇場アニメ
- 親子ねずみの不思議な旅（1978年） - ラルフィ
- くるみ割り人形（1979年） - インド風名士
- 劇場版 黒執事 Book of the Atlantic（2017年） - タナカ

#### テレビアニメ
- 黒執事（2008年、毎日放送） - タナカ
- 黒執事II（2010年、毎日放送） - タナカ
- 黒執事 Book of Circus（2014年、毎日放送） - タナカ[9]

#### OVA
- 黒執事 Book of Murder（2015年） - タナカ[10]
- 平和への誓約(うけい)「松尾敬宇とその母」 - 松尾鶴彦 役

### 人形劇
- チェブラーシカ（2010年人形アニメ映画） - 奇術師
- ネコジャラ市の11人（NHK総合 人形劇） - ホニャ
- こどもにんぎょう劇場（NHK教育）
  - 「そりすべり」 - ナレーション
  - 「おじいさんといぬ」 - ジョーイ

### ゲーム
- -どこでもいっしょ- 私なえほん（2003年） - 店主
- ルパン三世 -海に消えた秘宝-（2003年） - クラーク教授

### ラジオ
- ラジオコメディ みんな大好き（-2004年、NHKラジオ第1） - 伝助
- FMシアター「夫婦ぎゃぐ裁判」（2002年4月27日、NHK-FM）
- バッチリかぜこう（TBSラジオ）
- 歌謡大行進（文化放送）[注 3]
- 藤村俊二の歌謡一直線（ニッポン放送）
- 玉置宏の笑顔でこんにちは!（1988年、ニッポン放送） 病気療養中の玉置宏の代行パーソナリティ。
- NISSAN シネマ・メゾン（ニッポン放送）
- 垣花正のあなたとハッピー!（2014年8月28日　ニッポン放送）ゲスト
- はかま満緒の話しのネタ（2010年4月19日・26日ラジオ日本）ゲスト

### ナレーション
- 開運のツキ（フジテレビ）
- 世界まる見え!DX特別版（2013年1月13日、日本テレビ）
- HEY!HEY!HEY! MUSIC CHAMP（フジテレビ）※「星のレストラン 〜スターが選ぶ究極のフルコース料理〜」コーナー
- ぶらり途中下車の旅（2011年10月1日 - 2015年10月10日、日本テレビ）※滝口順平の後任[11]

### バラエティ
- 巨泉・前武ゲバゲバ90分!（日本テレビ）
- ドン!アタック（TBS)
- スーパースター・8☆逃げろ!（日本テレビ）
- カリキュラマシーン（日本テレビ）
- ぴったし カン・カン（TBS）
- ぴったんこカン・カン（TBS）
- なるほど! ザ・ワールド（フジテレビ）
- クイズダービー（TBS、オッズマンとして初期に出演）
- クイズ年の差なんて!（フジテレビ）
- シャボン玉ホリデー（日本テレビ、1976年 - 1977年放送の第2期にレギュラー）
- おとこの台所（日本テレビ）
- 世界の超豪華・珍品料理（フジテレビ、不定期出演）
- オヒョイさんの漫遊記シリーズ（テレビ東京）
  - 「キューバでパナマ帽」（2002年）
  - 「カナリア諸島でラプソディー・イン・ブルー」（2003年）
  - 「トルコで線香花火」（2004年）
  - 「イタリアで金魚すくい」（2006年）
- ジョークドキュメントBBS放送局（中京テレビ）
- テクノマエストロ（フジテレビ）
- TVグラフィティ（フジテレビ）
- ものまね王座決定戦（フジテレビ）
- 快適!住まいるナビ（テレビ東京）
- 欽ちゃんの全日本仮装大賞→欽ちゃん&香取慎吾の全日本仮装大賞（日本テレビ） - 1998年より番組出演し、2002年から2008年までレギュラー審査員を務める。
- 世界一受けたい授業（日本テレビ、2012年10月6日[注 4]）

### ドキュメンタリー
- 世界を変える100人の日本人! JAPAN☆ALLSTARS（2008年、テレビ東京） - 松下幸之助
- 空から日本を見てみよう（日曜ビッグバラエティ時代）（テレビ東京） - ナレーション

### CM
- 青柳総本家
- 電電公社
- セブンイレブン
- 明治製菓 グリーンピース-マメにやってる（1973年）
- サンヨー食品サッポロ一番 カップスター・ソース焼きそば
- 東芝 - カラーテレビ・ぱっちりセンサー
- ミノルタピカット
- ピップフジモト（現 ピップ）ピップエレキバン
- エスビー食品 - あられチップ
- パラッパラッパー（1996年）
- 三菱自動車 - シャリオグランディス（1999年）
- セイコーエプソン - カラリオ
  - 「まさみの日記・ケータイ篇」（2005年10月 - ）
  - 「まさみの日記・EC篇」（2005年10月 - ）
  - 「まさみの年賀状作り篇」（2005年11月 - ）
  - 「みんなでポン! 篇」（2006年1月 - ）
  - 「失敗卒業篇」（2006年2月 - ）
  - 「我が家の笑顔篇」（2006年2月 - ）
  - 「父の想い篇」（2006年10月 - ）
  - 「家族でぎゅーっ! と篇」（2006年11月 - ）
  - 「デデデデデデデ、出た! 篇」（2006年11月 - ）
  - 「ぜ?んぶおまかせ篇」（2007年2月 - ）
- キリンビバレッジ - FIRE挽きたて工房「挽きたて VS 焼きイモ篇」（2006年）
- 塩野義製薬 - ガンの痛みCM （2007年9月 - ）
- 公共広告機構 - 「地球の咳」（2008年7月 - 2009年6月）※声の出演
- プレサンスコーポレーション - （2008年 - ）※関西限定
- ソニー・コンピュータエンタテインメント - プレイステーション『パラッパラッパー』（1997年）
- 大和証券
- キリンビバレッジ - ジャイブ(2008年)
- カルピス株式会社 - カルピス「カルピスギフト」

### その他
- おかあさんといっしょ
- おはなしのくに（NHK学校放送・国語） - 「注文の多い料理店」※語り
- TOKIO「ding-dong」PV
- テーブルマナー元年 〜1871年からのめっせーじ〜（キユーピー）
- みんなのうた　「ポンタ物語」（1977年10-11月放送）

## 著書
- 『キャビアのお茶漬け』講談社、1982年8月7日。（読売新聞に連載）
- 『藤村俊二のおとこの台所』日本テレビ放送網、1984.11
- 『藤村俊二のおとこの台所 part 2』日本テレビ放送網、1985.7
- 『藤村俊二のおとこの台所 part 3』日本テレビ放送網、1986.7
- 『オヒョイのジジ通信』ホーム社、2008.11